# ویستا لند
ویستا لند (انگلیسی: Vista Land) شرکت املاک فیلیپینی است، که در سال ۲۰۰۷ تأسیس شد.